# Sue Me, Sue You Blues
Pistes de Living in the Material World
Give Me Love (Give Me Peace on Earth) The Light That Had Lighted the World
Sue Me, Sue You Blues est une chanson écrite par George Harrison, parue le 22 juin 1973 sur son album, Living in the Material World. 
Harrison relate ses démêlés judiciaires contre Paul McCartney et les efforts de ce dernier pour dissoudre Apple Corps après la séparation des Beatles en 1970. Au départ la chanson fut donnée en cadeau au guitariste américain Jesse Ed Davis (en) (ancien guitariste de Taj Mahal) pour le remercier de sa participation au Concert for Bangladesh.
Aujourd'hui, les critiques la comparent avec How Do You Sleep? de John Lennon.

## Enregistrement

### Personnel
- George Harrison - Chant, Dobro, chœurs
- Nicky Hopkins - Piano
- Gary Wright - Piano électrique
- Klaus Voormann - Basse
- Jim Keltner - Batterie

### Équipe technique
- production : George Harrison
- ingénieur du son : Phil McDonald